# Lijst van Japanse ministers van Binnenlandse Zaken

## Ministers van Binnenlandse Zaken van Japan (1960–heden)
| Minister van Binnenlandse Zaken 自治大臣                 | Minister van Binnenlandse Zaken 自治大臣                 | Minister van Binnenlandse Zaken 自治大臣                 | Ambtstermijn                            | Ambtstermijn                           | Partij(en)                    | Premier(s)                    | Kabinet(en)  |
| -------------------------------------------------------- | -------------------------------------------------------- | -------------------------------------------------------- | --------------------------------------- | -------------------------------------- | ----------------------------- | ----------------------------- | ------------ |
|                                                          | Iwao Yamazaki                                            | Iwao Yamazaki 山崎巌 (1894–1968)                         | 19 juli 1960                            | 13 oktober 1960                        | LDP                           | Hayato Ikeda (1960–1964)      | Ikeda I      |
|                                                          | Hideo Suto                                               | Hideo Suto 周東英雄 (1898–1981)                          | 13 oktober 1960                         | 8 december 1960                        | LDP                           | Hayato Ikeda (1960–1964)      | Ikeda I      |
|                                                          |                                                          | Ken Yasui 安井謙 (1911–1986)                             | 8 december 1960                         | 18 juli 1962                           | LDP                           | Hayato Ikeda (1960–1964)      | Ikeda II     |
|                                                          |                                                          | Hirosaku Shinoda 篠田弘作 (1899–1981)                    | 18 juli 1962                            | 18 juli 1963                           | LDP                           | Hayato Ikeda (1960–1964)      | Ikeda II     |
|                                                          |                                                          | Takashi Takashi 早川崇 (1916–1982)                       | 18 juli 1963                            | 25 maart 1964                          | LDP                           | Hayato Ikeda (1960–1964)      | Ikeda II     |
| LDP                                                      | Ikeda III                                                | Takashi Takashi 早川崇 (1916–1982)                       | 18 juli 1963                            | 25 maart 1964                          |                               | Hayato Ikeda (1960–1964)      |              |
|                                                          | Ikeda III                                                |                                                          | Masamichi Akazawa 赤沢正道 (1907–1982)  | 25 maart 1964                          | 18 juli 1964                  | Hayato Ikeda (1960–1964)      | LDP          |
|                                                          | Ikeda III                                                |                                                          | Keiichi Yoshitake 吉武恵市 (1903–1988)  | 18 juli 1964                           | 3 juni 1965                   | Hayato Ikeda (1960–1964)      | LDP          |
| LDP                                                      | Eisaku Sato (1964–1972)                                  | Sato I                                                   | Keiichi Yoshitake 吉武恵市 (1903–1988)  | 18 juli 1964                           | 3 juni 1965                   |                               |              |
|                                                          | Eisaku Sato (1964–1972)                                  | Sato I                                                   |                                         | Tadanori Nagayama 永山忠則 (1897–1984) | 3 juni 1965                   | 1 augustus 1966               | LDP          |
|                                                          | Eisaku Sato (1964–1972)                                  | Sato I                                                   | Shunji Shiomi                           | Shunji Shiomi 塩見俊二 (1907–1980)     | 1 augustus 1966               | 3 december 1966               | LDP          |
|                                                          | Eisaku Sato (1964–1972)                                  | Sato I                                                   |                                         | Izumisuke Fujieda 藤枝泉介 (1907–1971) | 3 december 1966               | 25 november 1967              | LDP          |
| LDP                                                      | Eisaku Sato (1964–1972)                                  | Sato II                                                  |                                         | Izumisuke Fujieda 藤枝泉介 (1907–1971) | 3 december 1966               | 25 november 1967              |              |
|                                                          | Eisaku Sato (1964–1972)                                  | Sato II                                                  |                                         | Masamichi Akazawa 赤沢正道 (1907–1982) | 25 november 1967              | 30 november 1968              | LDP          |
|                                                          | Eisaku Sato (1964–1972)                                  | Sato II                                                  |                                         | Takeo Noda 野田武夫 (1895–1972)        | 30 november 1968              | 14 januari 1970               | LDP          |
|                                                          | Eisaku Sato (1964–1972)                                  |                                                          | Daisuke Akita 秋田大助 (1906–1988)      | 14 januari 1970                        | 5 juli 1971                   | LDP                           | Sato III     |
|                                                          | Eisaku Sato (1964–1972)                                  |                                                          | Motozaburo Tokai 渡海元三郎 (1915–1985) | 5 juli 1971                            | 7 juli 1972                   | LDP                           | Sato III     |
|                                                          |                                                          | Hajime Fukuda 福田一 (1902–1997)                         | 7 juli 1972                             | 22 december 1972                       | LDP                           | Kakuei Tanaka (1974–1974)     | K. Tanaka I  |
|                                                          | Masumi Ezaki                                             | Masumi Ezaki 江﨑真澄 (1915–1996)                        | 22 december 1972                        | 25 november 1973                       | LDP                           | Kakuei Tanaka (1974–1974)     | K. Tanaka II |
|                                                          | Kingo Machimura                                          | Kingo Machimura 町村金五 (1900–1992)                     | 25 november 1973                        | 11 november 1974                       | LDP                           | Kakuei Tanaka (1974–1974)     | K. Tanaka II |
|                                                          |                                                          | Hajime Fukuda 福田一 (1902–1997)                         | 11 november 1974                        | 15 september 1976                      | LDP                           | Kakuei Tanaka (1974–1974)     | K. Tanaka II |
| LDP                                                      | Takeo Miki (1974–1976)                                   | Hajime Fukuda 福田一 (1902–1997)                         | 11 november 1974                        | 15 september 1976                      | Miki                          |                               |              |
|                                                          | Takeo Miki (1974–1976)                                   |                                                          | Kimiyoshi Amano 天野公義 (1921–1990)    | 15 september 1976                      | Miki                          | 24 december 1976              | LDP          |
|                                                          | Heiji Ogawa                                              | Heiji Ogawa 小川平二 (1910–1993)                         | 24 december 1976                        | 28 november 1977                       | LDP                           | Takeo Fukuda (1976–1978)      | T. Fukuda    |
|                                                          | Heiji Ogawa                                              | Takenori Kato 加藤武徳 (1915–2000)                       | 28 november 1977                        | 7 december 1978                        | LDP                           | Takeo Fukuda (1976–1978)      | T. Fukuda    |
|                                                          |                                                          | Naozo Shibuya 渋谷直蔵 (1916–1985)                       | 7 december 1978                         | 10 november 1979                       | LDP                           | Masayoshi Ohira (1978–1980)   | Ohira I      |
|                                                          | Masaharu Gotoda                                          | Masaharu Gotoda 後藤田正晴 (1914–2005)                   | 10 november 1979                        | 17 juli 1980                           | LDP                           | Masayoshi Ohira (1978–1980)   | Ohira II     |
|                                                          | Jiro Ishiba                                              | Jiro Ishiba 石破二朗 (1908–1981)                         | 17 juli 1980                            | 18 december 1980                       | LDP                           | Zenko Suzuki (1980–1980)      | Suzuki       |
|                                                          | Tokichi Abiko                                            | Tokichi Abiko 安孫子藤吉 (1904–1994)                     | 18 december 1980                        | 30 november 1981                       | LDP                           | Zenko Suzuki (1980–1980)      | Suzuki       |
|                                                          |                                                          | Masataka Seko 世耕政隆 (1923–1998)                       | 30 november 1981                        | 27 november 1982                       | LDP                           | Zenko Suzuki (1980–1980)      | Suzuki       |
|                                                          |                                                          | Yukio Yamamoto 山本幸雄 (1911–2007)                      | 27 november 1982                        | 27 december 1983                       | LDP                           | Yasuhiro Nakasone (1983–1987) | Nakasone I   |
|                                                          |                                                          | Seiichi Tagawa 田川誠一 (1918–2009)                      | 27 december 1983                        | 1 november 1984                        | NLC                           | Yasuhiro Nakasone (1983–1987) | Nakasone II  |
|                                                          |                                                          | Toru Furuya 古屋亨 (1909–1991)                           | 1 november 1984                         | 28 december 1985                       | LDP                           | Yasuhiro Nakasone (1983–1987) | Nakasone II  |
|                                                          | Ichiro Ozawa                                             | Ichiro Ozawa 小沢一郎 (1942)                             | 28 december 1985                        | 22 juli 1986                           | LDP                           | Yasuhiro Nakasone (1983–1987) | Nakasone II  |
|                                                          |                                                          | Nobuyuki Hari 葉梨信行 (1928–2021)                       | 22 juli 1986                            | 6 november 1987                        | LDP                           | Yasuhiro Nakasone (1983–1987) | Nakasone III |
|                                                          | Seiroku Kajiyama                                         | Seiroku Kajiyama 梶山静六 (1926–2000)                    | 6 november 1987                         | 28 december 1988                       | LDP                           | Noboru Takeshita (1987–1989)  | Takeshita    |
|                                                          |                                                          | Shigenobu Sakano 坂野重信 (1917–2002)                    | 28 december 1988                        | 10 augustus 1989                       | LDP                           | Noboru Takeshita (1987–1989)  | Takeshita    |
| LDP                                                      | Sosuke Uno (1989)                                        | Shigenobu Sakano 坂野重信 (1917–2002)                    | 28 december 1988                        | 10 augustus 1989                       | Uno                           |                               |              |
|                                                          | Kozo Watanabe                                            | Kozo Watanabe 渡部恒三 (1932–2020)                       | 10 augustus 1989                        | 28 februari 1990                       | LDP                           | Toshiki Kaifu (1989–1991)     | Kaifu I      |
|                                                          |                                                          | Okuda Yoshikazu 奥田敬和 (1927–1998)                     | 28 februari 1990                        | 30 december 1990                       | LDP                           | Toshiki Kaifu (1989–1991)     | Kaifu II     |
|                                                          |                                                          | Shin Suita 吹田愰 (1927–2017)                            | 28 februari 1990                        | 5 november 1991                        | LDP                           | Toshiki Kaifu (1989–1991)     | Kaifu II     |
|                                                          | Masajuro Shiokawa                                        | Masajuro Shiokawa 塩川正十郎 (1921–2015)                 | 5 november 1991                         | 12 december 1992                       | LDP                           | Kiichi Miyazawa (1991–1993)   | Miyazawa     |
|                                                          | Keijiro Murata                                           | Keijiro Murata 村田敬次郎 (1924–2003)                    | 12 december 1992                        | 9 augustus 1993                        | LDP                           | Kiichi Miyazawa (1991–1993)   | Miyazawa     |
|                                                          |                                                          | Mitsuki Sato 佐藤観樹 (1942)                             | 9 augustus 1993                         | 28 april 1994                          | JSP                           | Morihiro Hosokawa (1993–1994) | Hosokawa     |
|                                                          | Hajime Ishii                                             | Hajime Ishii 石井一 (1934–2002)                          | 28 april 1994                           | 30 juni 1994                           | JRP                           | Tsutomu Hata (1994)           | Hata         |
|                                                          | Hiromu Nonaka                                            | Hiromu Nonaka 野中廣務 (1925–2018)                       | 30 juni 1994                            | 8 augustus 1995                        | LDP                           | Tomiichi Murayama (1994–1996) | Murayama     |
|                                                          | Takashi Fukaya                                           | Takashi Fukaya 深谷隆司 (1935)                           | 8 augustus 1995                         | 11 januari 1996                        | LDP                           | Tomiichi Murayama (1994–1996) | Murayama     |
|                                                          |                                                          | Hiroyuki Kurata 倉田寛之 (1938–2020)                     | 11 januari 1996                         | 6 november 1996                        | LDP                           | Ryutaro Hashimoto (1996–1998) | Hashimoto I  |
|                                                          | Katsuhiko Shirakawa                                      | Katsuhiko Shirakawa 白川勝彦 (1945–2019)                 | 6 november 1996                         | 11 september 1997                      | LDP                           | Ryutaro Hashimoto (1996–1998) | Hashimoto II |
|                                                          | Mitsuhiro Uesugi                                         | Mitsuhiro Uesugi 上杉光弘 (1942)                         | 11 september 1997                       | 30 juli 1998                           | LDP                           | Ryutaro Hashimoto (1996–1998) | Hashimoto II |
|                                                          | Mamoru Nishida                                           | Mamoru Nishida 西田司 (1928–2014)                        | 30 juli 1998                            | 15 januari 1999                        | LDP                           | Keizo Obuchi (1998–2000)      | Obuchi       |
|                                                          | Takeshi Noda                                             | Takeshi Noda 野田毅 (1941)                               | 15 januari 1999                         | 5 oktober 1999                         | LP                            | Keizo Obuchi (1998–2000)      | Obuchi       |
|                                                          | Kosuke Hori                                              | Kosuke Hori 保利耕輔 (1934)                              | 5 oktober 1999                          | 5 juli 2000                            | LDP                           | Keizo Obuchi (1998–2000)      | Obuchi       |
| LDP                                                      | Kosuke Hori                                              | Kosuke Hori 保利耕輔 (1934)                              | 5 oktober 1999                          | 5 juli 2000                            | Yoshiro Mori (2000–2001)      | Mori I                        |              |
|                                                          | Mamoru Nishida                                           | Mamoru Nishida 西田司 (1928–2014)                        | 5 juli 2000                             | 5 december 2000                        | LDP                           | Yoshiro Mori (2000–2001)      | Mori II      |
|                                                          | Toranosuke Katayama                                      | Toranosuke Katayama 片山虎之助 (1935)                    | 5 december 2000                         | 5 januari 2001                         | LDP                           | Yoshiro Mori (2000–2001)      | Mori II      |
| Minister van Binnenlandse Zaken en Communicatie 総務大臣 | Minister van Binnenlandse Zaken en Communicatie 総務大臣 | Minister van Binnenlandse Zaken en Communicatie 総務大臣 | Ambtstermijn                            | Ambtstermijn                           | Partij(en)                    | Premier(s)                    | Kabinet(en)  |
|                                                          | Toranosuke Katayama                                      | Toranosuke Katayama 片山虎之助 (1935)                    | 5 januari 2001                          | 22 september 2003                      | LDP                           | Yoshiro Mori (2000–2001)      | Mori II      |
| LDP                                                      | Toranosuke Katayama                                      | Toranosuke Katayama 片山虎之助 (1935)                    | 5 januari 2001                          | 22 september 2003                      | Junichiro Koizumi (2001–2006) | Koizumi I                     |              |
|                                                          | Taro Aso                                                 | Taro Aso 麻生太郎 (1940)                                 | 22 september 2003                       | 31 oktober 2005                        | Junichiro Koizumi (2001–2006) | Koizumi I                     | LDP          |
| LDP                                                      | Taro Aso                                                 | Taro Aso 麻生太郎 (1940)                                 | 22 september 2003                       | 31 oktober 2005                        | Junichiro Koizumi (2001–2006) | Koizumi II                    |              |
| LDP                                                      | Taro Aso                                                 | Taro Aso 麻生太郎 (1940)                                 | 22 september 2003                       | 31 oktober 2005                        | Junichiro Koizumi (2001–2006) | Koizumi III                   |              |
|                                                          | Heizo Takenaka                                           | Heizo Takenaka 竹中平蔵 (1951)                           | 31 oktober 2005                         | 26 september 2006                      | Junichiro Koizumi (2001–2006) | LDP                           |              |
|                                                          | Yoshihide Suga                                           | Yoshihide Suga 菅義偉 (1948)                             | 26 september 2006                       | 27 augustus 2007                       | LDP                           | Shinzo Abe (2006–2007)        | Abe I        |
|                                                          | Hiroya Masuda                                            | Hiroya Masuda 増田寛也 (1951)                            | 27 augustus 2007                        | 24 september 2008                      | LDP                           | Shinzo Abe (2006–2007)        | Abe I        |
| LDP                                                      | Hiroya Masuda                                            | Hiroya Masuda 増田寛也 (1951)                            | 27 augustus 2007                        | 24 september 2008                      | Yasuo Fukuda (2007–2008)      | Y. Fukuda                     |              |
|                                                          | Kunio Hatoyama                                           | Kunio Hatoyama 鳩山邦夫 (1948–2016)                      | 24 september 2008                       | 1 juli 2009                            | LDP                           | Taro Aso (2008–2009)          | Aso          |
|                                                          | Tsutomu Sato                                             | Tsutomu Sato 佐藤勉 (1952)                               | 1 juli 2009                             | 16 september 2009                      | LDP                           | Taro Aso (2008–2009)          | Aso          |
|                                                          | Kazuhiro Haraguchi                                       | Kazuhiro Haraguchi 原口一博 (1959)                       | 16 september 2009                       | 17 september 2010                      | DP                            | Yukio Hatoyama (2009–2010)    | Y. Hatoyama  |
| Naoto Kan (2010–2011)                                    | Kazuhiro Haraguchi                                       | Kazuhiro Haraguchi 原口一博 (1959)                       | 16 september 2009                       | 17 september 2010                      | DP                            | Kan                           |              |
| Naoto Kan (2010–2011)                                    |                                                          | Yoshihiro Katayama                                       | Yoshihiro Katayama 片山善博 (1951)      | 17 september 2010                      | 1 september 2011              | Kan                           | DP           |
|                                                          | Tatsuo Kawabata                                          | Tatsuo Kawabata 川端達夫 (1945)                          | 1 september 2011                        | 1 oktober 2012                         | DP                            | Yoshihiko Noda (2011–2012)    | Noda         |
|                                                          | Shinji Tarutoko                                          | Shinji Tarutoko 樽床伸二 (1959)                          | 1 oktober 2012                          | 26 december 2012                       | DP                            | Yoshihiko Noda (2011–2012)    | Noda         |
|                                                          | Yoshitaka Shindo                                         | Yoshitaka Shindo 新藤義孝 (1958)                         | 26 december 2012                        | 3 september 2014                       | LDP                           | Shinzo Abe (2012–2020)        | Abe II       |
|                                                          | Sanae Takaichi                                           | Sanae Takaichi 高市早苗 (1961)                           | 3 september 2014                        | 3 augustus 2017                        | LDP                           | Shinzo Abe (2012–2020)        | Abe II       |
| LDP                                                      | Sanae Takaichi                                           | Sanae Takaichi 高市早苗 (1961)                           | 3 september 2014                        | 3 augustus 2017                        | Abe III                       | Shinzo Abe (2012–2020)        |              |
|                                                          | Seiko Noda                                               | Seiko Noda 野田聖子 (1960)                               | 3 augustus 2017                         | 1 oktober 2018                         | Abe III                       | Shinzo Abe (2012–2020)        | LDP          |
| LDP                                                      | Seiko Noda                                               | Seiko Noda 野田聖子 (1960)                               | 3 augustus 2017                         | 1 oktober 2018                         | Abe IV                        | Shinzo Abe (2012–2020)        |              |
|                                                          | Masatoshi Ishida                                         | Masatoshi Ishida 石田真敏 (1952)                         | 1 oktober 2018                          | 11 september 2019                      | Abe IV                        | Shinzo Abe (2012–2020)        | LDP          |
|                                                          | Sanae Takaichi                                           | Sanae Takaichi 高市早苗 (1961)                           | 11 september 2019                       | 16 september 2020                      | Abe IV                        | Shinzo Abe (2012–2020)        | LDP          |
|                                                          | Ryota Takeda                                             | Ryota Takeda 武田良太 (1968)                             | 16 september 2020                       | 4 oktober 2021                         | LDP                           | Yoshihide Suga (2020–2021)    | Suga         |
|                                                          | Yasushi Kaneko                                           | Yasushi Kaneko 金子恭之 (1961)                           | 4 oktober 2021                          | 10 augustus 2022                       | LDP                           | Fumio Kishida (2021–2024)     | Kishida I    |
| Kishida II                                               | Yasushi Kaneko                                           | Yasushi Kaneko 金子恭之 (1961)                           | 4 oktober 2021                          | 10 augustus 2022                       | LDP                           | Fumio Kishida (2021–2024)     |              |
|                                                          | Minoru Terada                                            | Minoru Terada 寺田稔 (1958)                              | 10 augustus 2022                        | 20 november 2022                       | LDP                           | Fumio Kishida (2021–2024)     |              |
|                                                          | Takeaki Matsumoto                                        | Takeaki Matsumoto 松本剛明 (1959)                        | 20 november 2022                        | 13 september 2023                      | LDP                           | Fumio Kishida (2021–2024)     |              |
|                                                          | Junji Suzuki                                             | Junji Suzuki 鈴木淳司 (1958)                             | 13 september 2023                       | 13 december 2023                       | LDP                           | Fumio Kishida (2021–2024)     |              |
|                                                          | Takeaki Matsumoto                                        | Takeaki Matsumoto 松本剛明 (1959)                        | 13 december 2023                        | 1 oktober 2024                         | LDP                           | Fumio Kishida (2021–2024)     |              |
|                                                          | Seiichiro Murakami                                       | Seiichiro Murakami 村上 誠一郎 (1952)                    | 1 oktober 2024                          | heden                                  | LDP                           | Shigeru Ishiba (2024–heden)   | Ishiba I     |
| Ishiba II                                                | Seiichiro Murakami                                       | Seiichiro Murakami 村上 誠一郎 (1952)                    | 1 oktober 2024                          | heden                                  | LDP                           | Shigeru Ishiba (2024–heden)   |              |

## Ministers van Communicatie en Post van Japan (1948–2001)
| Minister van Communicatie en Post 通信郵政大臣 | Minister van Communicatie en Post 通信郵政大臣 | Minister van Communicatie en Post 通信郵政大臣 | Ambtstermijn                          | Ambtstermijn                               | Partij(en)               | Premier(s)                    | Kabinet(en)     |
| ---------------------------------------------- | ---------------------------------------------- | ---------------------------------------------- | ------------------------------------- | ------------------------------------------ | ------------------------ | ----------------------------- | --------------- |
|                                                | Furuhata Tokuya                                | Furuhata Tokuya 降旗徳弥 (1898–1995)           | 19 oktober 1948                       | 16 februari 1949                           | DLP                      | Shigeru Yoshida (1948–1954)   | Yoshida II      |
|                                                | Saeki Ozawa                                    | Saeki Ozawa 小沢佐重喜 (1898–1968)             | 16 februari 1949                      | 28 juni 1950                               | DLP                      | Shigeru Yoshida (1948–1954)   | Yoshida III     |
|                                                | Bunkichi Tamura                                | Bunkichi Tamura 田村文吉 (1886–1963)           | 28 juni 1950                          | 4 juli 1951                                | DLP                      | Shigeru Yoshida (1948–1954)   | Yoshida III     |
|                                                | Eisaku Sato                                    | Eisaku Sato 佐藤榮作 (1901–1975)               | 4 juli 1951                           | 30 oktober 1952                            | DLP                      | Shigeru Yoshida (1948–1954)   | Yoshida III     |
|                                                | Sotaro Takase                                  | Sotaro Takase 高瀬荘太郎 (1892–1965)           | 30 oktober 1952                       | 20 mei 1953                                | DLP                      | Shigeru Yoshida (1948–1954)   | Yoshida IV      |
|                                                |                                                | Juichiro Tsukada 塚田十一郎 (1904–1997)        | 20 mei 1953                           | 10 december 1954                           | DLP                      | Shigeru Yoshida (1948–1954)   | Yoshida V       |
|                                                | Yuki Takechi                                   | Yuki Takechi 武知勇記 (1894–1963)              | 10 december 1954                      | 20 maart 1955                              | JDP                      | Ichiro Hatoyama (1954–1956)   | I. Hatoyama I   |
|                                                | Takechiyo Matsuda                              | Takechiyo Matsuda 松田竹千代 (1888–1980)       | 20 maart 1955                         | 22 november 1955                           | JDP                      | Ichiro Hatoyama (1954–1956)   | I. Hatoyama II  |
|                                                |                                                | Isamu Murakami 村上勇 (1902–1991)              | 22 november 1955                      | 23 december 1956                           | LDP                      | Ichiro Hatoyama (1954–1956)   | I. Hatoyama III |
|                                                |                                                | Taro Hirai 平井太郎 (1905–1973)                | 23 december 1956                      | 10 juli 1957                               | LDP                      | Tanzan Ishibashi (1956–1957)  | Ishibashi       |
| Nobusuke Kishi (1957–1960)                     | Kishi I                                        | Taro Hirai 平井太郎 (1905–1973)                | 23 december 1956                      | 10 juli 1957                               | LDP                      |                               |                 |
| Nobusuke Kishi (1957–1960)                     | Kishi I                                        |                                                | Kakuei Tanaka                         | Kakuei Tanaka 田中角栄 (1918–1993)         | 10 juli 1957             | 12 juni 1958                  | LDP             |
| Nobusuke Kishi (1957–1960)                     |                                                |                                                | Yutaka Terao 寺尾豊 (1898–1972)       | 12 juni 1958                               | 18 juni 1959             | LDP                           | Kishi II        |
| Nobusuke Kishi (1957–1960)                     |                                                |                                                | Haruhiko Uetake 植竹春彦 (1898–1988)  | 18 juni 1959                               | 19 juli 1960             | LDP                           | Kishi II        |
|                                                | Zenko Suzuki                                   | Zenko Suzuki 鈴木善幸 (1911–2004)              | 19 juli 1960                          | 8 december 1960                            | LDP                      | Hayato Ikeda (1960–1964)      | Ikeda I         |
|                                                | Yoshiteru Kogane                               | Yoshiteru Kogane 小金義照 (1898–1984)          | 8 december 1960                       | 18 juli 1961                               | LDP                      | Hayato Ikeda (1960–1964)      | Ikeda I         |
|                                                | Hisatsune Sakomizu                             | Hisatsune Sakomizu 迫水久常 (1902–1977)        | 18 juli 1961                          | 18 juli 1962                               | LDP                      | Hayato Ikeda (1960–1964)      | Ikeda I         |
|                                                | Sakae Teshima                                  | Sakae Teshima 手島栄 (1896–1963)               | 18 juli 1962                          | 8 januari 1963                             | LDP                      | Hayato Ikeda (1960–1964)      | Ikeda I         |
|                                                |                                                | Kyutaro Ozawa 小沢久太郎 (1900–1967)           | 8 januari 1963                        | 18 juli 1963                               | LDP                      | Hayato Ikeda (1960–1964)      | Ikeda I         |
|                                                |                                                | Shinzo Koike 古池信三 (1903–1983)              | 18 juli 1963                          | 18 juli 1964                               | LDP                      | Hayato Ikeda (1960–1964)      | Ikeda I         |
| LDP                                            | Ikeda III                                      | Shinzo Koike 古池信三 (1903–1983)              | 18 juli 1963                          | 18 juli 1964                               |                          | Hayato Ikeda (1960–1964)      |                 |
|                                                | Ikeda III                                      |                                                | Tokuyasu Jitsuzo 徳安実蔵 (1900–1988) | 18 juli 1964                               | 3 juni 1965              | Hayato Ikeda (1960–1964)      | LDP             |
| LDP                                            | Eisaku Sato (1964–1972)                        | Sato I                                         | Tokuyasu Jitsuzo 徳安実蔵 (1900–1988) | 18 juli 1964                               | 3 juni 1965              |                               |                 |
|                                                | Eisaku Sato (1964–1972)                        | Sato I                                         |                                       | Yuuichi Kori 郡祐一 (1902–1983)            | 3 juni 1965              | 1 augustus 1966               | LDP             |
|                                                | Eisaku Sato (1964–1972)                        | Sato I                                         |                                       | Torasaburo Shintani 新谷寅三郎 (1902–1984) | 1 augustus 1966          | 3 december 1966               | LDP             |
|                                                | Eisaku Sato (1964–1972)                        | Sato I                                         |                                       | Takeharu Kobayashi 小林武治 (1899–1988)    | 3 december 1966          | 30 november 1968              | LDP             |
| LDP                                            | Eisaku Sato (1964–1972)                        | Sato II                                        |                                       | Takeharu Kobayashi 小林武治 (1899–1988)    | 3 december 1966          | 30 november 1968              |                 |
|                                                | Eisaku Sato (1964–1972)                        | Sato II                                        | Toshio Komoto                         | Toshio Komoto 河本敏夫 (1911–2001)         | 30 november 1968         | 14 januari 1970               | LDP             |
|                                                | Eisaku Sato (1964–1972)                        |                                                | Ichitaro Ide 井出一太郎 (1912–1996)   | 14 januari 1970                            | 5 juli 1971              | LDP                           | Sato III        |
|                                                | Eisaku Sato (1964–1972)                        |                                                | Masao Hirose 広瀬正雄 (1906–1980)     | 5 juli 1971                                | 7 juli 1972              | LDP                           | Sato III        |
|                                                | Eisaku Sato                                    | Kakuei Tanaka 田中角榮 (1918–1993)             | 7 juli 1972                           | 12 juli 1972                               | LDP                      | Kakuei Tanaka (1974–1974)     | K. Tanaka I     |
|                                                |                                                | Makoto Miike 三池信 (1901–1988)                | 12 juli 1972                          | 22 december 1972                           | LDP                      | Kakuei Tanaka (1974–1974)     | K. Tanaka I     |
|                                                |                                                | Chuji Kuno 久野忠治 (1910–1998)                | 22 december 1972                      | 25 november 1973                           | LDP                      | Kakuei Tanaka (1974–1974)     | K. Tanaka II    |
|                                                |                                                | Ken Harada 原田憲 (1919–1997)                  | 25 november 1973                      | 11 november 1974                           | LDP                      | Kakuei Tanaka (1974–1974)     | K. Tanaka II    |
|                                                |                                                | Toshio Kashima 鹿島俊雄 (1907–1995)            | 11 november 1974                      | 9 december 1974                            | LDP                      | Kakuei Tanaka (1974–1974)     | K. Tanaka II    |
|                                                |                                                | Isamu Murakami 村上勇 (1902–1991)              | 9 december 1974                       | 15 september 1976                          | LDP                      | Takeo Miki (1974–1976)        | Miki            |
|                                                | Atsuyasu Fukuda                                | Atsuyasu Fukuda 福田篤泰 (1906–1993)           | 15 september 1976                     | 24 december 1976                           | LDP                      | Takeo Miki (1974–1976)        | Miki            |
|                                                | Jueshiro Komiyama                              | Jueshiro Komiyama 小宮山重四郎 (1927–1994)     | 24 december 1976                      | 28 november 1977                           | LDP                      | Takeo Fukuda (1976–1978)      | T. Fukuda       |
|                                                |                                                | Yasuji Hattori 服部安司 (1915–2011)            | 28 november 1977                      | 7 december 1978                            | LDP                      | Takeo Fukuda (1976–1978)      | T. Fukuda       |
|                                                |                                                | Nikichi Shirahama 白浜仁吉 (1908–1985)         | 7 december 1978                       | 10 november 1979                           | LDP                      | Masayoshi Ohira (1978–1980)   | Ohira I         |
|                                                |                                                | Masao Ohnishi 大西正男 (1910–1987)             | 10 november 1979                      | 17 juli 1980                               | LDP                      | Masayoshi Ohira (1978–1980)   | Ohira II        |
|                                                |                                                | Ichiro Yamauchi 山内一郎 (1913–2005)           | 17 juli 1980                          | 30 november 1981                           | LDP                      | Zenko Suzuki (1980–1980)      | Suzuki          |
|                                                |                                                | Noboru Minowa 箕輪登 (1924–2006)               | 30 november 1981                      | 27 november 1982                           | LDP                      | Zenko Suzuki (1980–1980)      | Suzuki          |
|                                                |                                                | Tokutaro Higaki 檜垣徳太郎 (1916–2006)         | 27 november 1982                      | 27 december 1983                           | LDP                      | Yasuhiro Nakasone (1983–1987) | Nakasone I      |
|                                                |                                                | Okuda Yoshikazu 奥田敬和 (1927–1998)           | 27 december 1983                      | 1 november 1984                            | LDP                      | Yasuhiro Nakasone (1983–1987) | Nakasone II     |
|                                                |                                                | Sato Megumi 左藤恵 (1924–2021)                 | 1 november 1984                       | 28 december 1985                           | LDP                      | Yasuhiro Nakasone (1983–1987) | Nakasone II     |
|                                                |                                                | Fumi Sato 佐藤文生 (1919–2000)                 | 28 december 1985                      | 22 juli 1986                               | LDP                      | Yasuhiro Nakasone (1983–1987) | Nakasone II     |
|                                                |                                                | Shunjiro Karasawa 唐沢俊二郎 (1930–2021)       | 22 juli 1986                          | 6 november 1987                            | LDP                      | Yasuhiro Nakasone (1983–1987) | Nakasone III    |
|                                                | Masaki Nakayama                                | Masaki Nakayama 中山正暉 (1932)                | 6 november 1987                       | 28 december 1988                           | LDP                      | Noboru Takeshita (1987–1989)  | Takeshita       |
|                                                |                                                | Seiichi Kataoka 片岡清一 (1911–1999)           | 28 december 1988                      | 3 juni 1989                                | LDP                      | Noboru Takeshita (1987–1989)  | Takeshita       |
|                                                | Kenzo Muraoka                                  | Kenzo Muraoka 村岡兼造 (1931–2019)             | 3 juni 1989                           | 10 augustus 1989                           | LDP                      | Sosuke Uno (1989)             | Uno             |
|                                                |                                                | Chipachi Oishi 大石千八 (1935–2011)            | 10 augustus 1989                      | 28 februari 1990                           | LDP                      | Toshiki Kaifu (1989–1991)     | Kaifu I         |
|                                                | Takashi Fukaya                                 | Takashi Fukaya 深谷隆司 (1935)                 | 28 februari 1990                      | 30 december 1990                           | LDP                      | Toshiki Kaifu (1989–1991)     | Kaifu II        |
|                                                | Katsushi Sekiya                                | Katsushi Sekiya 関谷勝嗣 (1938)                | 30 december 1990                      | 5 november 1991                            | LDP                      | Toshiki Kaifu (1989–1991)     | Kaifu II        |
|                                                |                                                | Hideo Watanabe 渡辺秀央 (1934)                 | 5 november 1991                       | 12 december 1992                           | LDP                      | Kiichi Miyazawa (1991–1993)   | Miyazawa        |
|                                                | Junichiro Koizumi                              | Junichiro Koizumi 小泉純一郎 (1942)            | 12 december 1992                      | 20 juli 1993                               | LDP                      | Kiichi Miyazawa (1991–1993)   | Miyazawa        |
|                                                | Kiichi Miyazawa                                | Kiichi Miyazawa 宮澤喜一 (1919–2007)           | 20 juli 1993                          | 9 augustus 1993                            | LDP                      | Kiichi Miyazawa (1991–1993)   | Miyazawa        |
|                                                |                                                | Kanzaki Buho 神崎武法 (1942)                   | 9 augustus 1993                       | 28 april 1994                              | NKP                      | Morihiro Hosokawa (1993–1994) | Hosokawa        |
|                                                |                                                | Katsuyuki Hikasa 日笠勝之 (1945)               | 28 april 1994                         | 30 juni 1994                               | NKP                      | Tsutomu Hata (1994)           | Hata            |
|                                                |                                                | Shun Oide 大出俊 (1922–2001)                   | 30 juni 1994                          | 8 augustus 1995                            | JSP                      | Tomiichi Murayama (1994–1996) | Murayama        |
|                                                |                                                | Issei Inoue 井上一成 (1932)                    | 8 augustus 1995                       | 11 januari 1996                            | JSP                      | Tomiichi Murayama (1994–1996) | Murayama        |
|                                                |                                                | Ichiro Hino 日野市朗 (1934–2003)               | 11 januari 1996                       | 6 november 1996                            | SDP                      | Ryutaro Hashimoto (1996–1998) | Hashimoto I     |
|                                                | Hisao Horinouchi                               | Hisao Horinouchi 堀之内久男 (1924–2010)        | 6 november 1996                       | 11 september 1997                          | LDP                      | Ryutaro Hashimoto (1996–1998) | Hashimoto II    |
|                                                | Shozaburo Jimi                                 | Shozaburo Jimi 自見庄三郎 (1945)               | 11 september 1997                     | 30 juli 1998                               | LDP                      | Ryutaro Hashimoto (1996–1998) | Hashimoto II    |
|                                                | Seiko Noda                                     | Seiko Noda 野田聖子 (1960)                     | 30 juli 1998                          | 5 oktober 1999                             | LDP                      | Keizo Obuchi (1998–2000)      | Obuchi          |
|                                                | Eita Yashiro                                   | Eita Yashiro 八代英太 (1937)                   | 5 oktober 1999                        | 5 juli 2000                                | LDP                      | Keizo Obuchi (1998–2000)      | Obuchi          |
| LDP                                            | Eita Yashiro                                   | Eita Yashiro 八代英太 (1937)                   | 5 oktober 1999                        | 5 juli 2000                                | Yoshiro Mori (2000–2001) | Mori I                        |                 |
|                                                |                                                | Kozo Hirabayashi 平林鴻三 (1930)               | 5 juli 2000                           | 5 december 2000                            | Yoshiro Mori (2000–2001) | LDP                           | Mori II         |
|                                                | Toranosuke Katayama                            | Toranosuke Katayama 片山 虎之助 (1935)         | 5 december 2000                       | 5 januari 2001                             | Yoshiro Mori (2000–2001) | LDP                           | Mori II         |